# Мужская сборная Пуэрто-Рико по хоккею на траве
Мужская сборная Пуэрто-Рико по хоккею на траве — мужская сборная по хоккею на траве, представляющая Пуэрто-Рико на международной арене. Управляющим органом сборной выступает Федерация хоккея на траве Пуэрто-Рико (исп. Federacion Puertorriquena de Hockey).
Сборная занимает (по состоянию на 6 июля 2015) 67-е место в рейтинге Международной федерации хоккея на траве (FIH).

## Результаты выступлений

### Панамериканские игры
- 1967—1975 — не участвовали
- 1979 — 10-е место
- 1983—2015 — не участвовали

### Панамериканский чемпионат
- 2000 — 6-е место
- 2004 — 8-е место
- 2009—2017 — не участвовали

### Игры Центральной Америки и Карибского бассейна
- 1982 — 6-е место
- 1986 — 6-е место
- 1990 — не участвовали
- 1993 — 7-е место
- 1998 — 5-е место
- 2002 — 5-е место
- 2006 — 7-е место
- 2010 — 6-е место[2]
- 2014 — не участвовали